# 朱润邦
朱润邦（1988年—），汉族，2005年赴澳大利亚求学，就读于澳大利亚国立大学政治科学专业，2012年5月被选为澳大利亚首都地区中国学生学者联谊会执行主席。 。

目前担任澳星国际传媒集团堪培拉分公司总经理，中国国际广播电台堪培拉制调频FM88、中文广播AM1620台长，CRI Online国际在线特约记者 并制作发行中文报刊《东方都市报》。